# Amaurobiidae
Amaurobiidae là một họ nhện ba móng hoặc nhện đuôi gai được tìm thấy trong các khe và hốc hoặc dưới đá, nơi chúng xây dựng nơi ẩn náu và thường được thu thập trong các bẫy cạm bẫy. Các hang không trượt đôi khi khá rõ ràng trên đất nhiều mùn, khô. Chúng rất khó phân biệt với các loài nhện có liên quan trong các họ khác, đặc biệt là Agelenidae, Desidae và Amphinectidae. Mối quan hệ nội bộ và giữa các dòng họ rất hay gây tranh cãi. Theo Danh mục Nhện thế giới, 2019, họ Amaurobiidae bao gồm khoảng 275 loài trong 49 chi.
Ở Úc, chúng là loài nhện entelegyne cỡ nhỏ đến trung bình với mạng lưới dạng tấm tối thiểu. Chúng khá phổ biến ở Tasmania và lục địa Úc lân cận trong rừng nhiệt đới mát hơn, một số trong hang động. Chúng phổ biến nhưng không phổ biến dọc theo bờ biển phía đông. Nhìn chung, chúng có tám mắt giống nhau thành hai hàng cong một cách thận trọng. Chúng thường có một vết nứt trên cổ chân IV liên quan đến một cribellum. Các amaurobiid của Úc có thể được phân biệt với các loài Amphinectidae bởi sự không có vết đứt gãy trước xương và sự hiện diện của màng trinh retrocoxal trên coxa.

## Các chi
- Altellopsis Simon, 1905 — Argentina
- Amaurobius C. L. Koch, 1837 — North America, South America, Europe, Africa, Georgia, Micronesia
- Anisacate Mello-Leitão, 1941 — Argentina, Chile
- Arctobius Lehtinen, 1967 — United States, Canada, Russia
- Auhunga Forster & Wilton, 1973 — New Zealand
- Auximella Strand, 1908 — Ecuador, Brazil, Peru
- Callevopsis Tullgren, 1902 — Chile, Argentina
- Callobius Chamberlin, 1947 — North America, Bulgaria, Asia
- Cavernocymbium Ubick, 2005 — United States
- Chresiona Simon, 1903 — South Africa
- Chumma Jocqué, 2001 — South Africa, Lesotho
- Cybaeopsis Strand, 1907 — North America, Asia
- Dardurus Davies, 1976 — Australia
- Daviesa Koçak & Kemal, 2008 — Australia
- Emmenomma Simon, 1884 — Argentina, Chile
- Hicanodon Tullgren, 1901 — Chile, Argentina
- Himalmartensus Wang & Zhu, 2008 — Nepal, India
- Livius Roth, 1967 — Chile
- Macrobunus Tullgren, 1901 — Chile, Argentina, South Africa
- Malenella Ramírez, 1995 — Chile
- Maloides Forster & Wilton, 1989 — New Zealand
- Muritaia Forster & Wilton, 1973 — New Zealand
- Naevius Roth, 1967 — Argentina, Peru, Bolivia
- Neoporteria Mello-Leitão, 1943 — Chile
- Neuquenia Mello-Leitão, 1940 — Argentina
- Obatala Lehtinen, 1967 — South Africa
- Otira Forster & Wilton, 1973 — New Zealand
- Ovtchinnikovia Marusik, Kovblyuk & Ponomarev, 2010
- Oztira Milledge, 2011 — Australia
- Parazanomys Ubick, 2005 — United States
- Pimus Chamberlin, 1947 — United States
- Pseudauximus Simon, 1902 — South Africa
- Retiro Mello-Leitão, 1915 — South America, Costa Rica
- Rhoicinaria Exline, 1950 — Colombia, Ecuador
- Rubrius Simon, 1887 — Chile, Argentina
- Storenosoma Hogg, 1900 — Australia
- Taira Lehtinen, 1967 — China, Japan
- Tasmabrochus Davies, 2002 — Australia
- Tasmarubrius Davies, 1998 — Australia
- Teeatta Davies, 2005 — Australia
- Tugana Chamberlin, 1948 — Cuba
- Tymbira Mello-Leitão, 1944 — Argentina
- Urepus Roth, 1967 — Peru
- Virgilus Roth, 1967 — Ecuador
- Wabarra Davies, 1996 — Australia
- Waitetola Forster & Wilton, 1973 — New Zealand
- Yacolla Lehtinen, 1967 — Brazil
- Yupanquia Lehtinen, 1967 — Argentina
- Zanomys Chamberlin, 1948 — United States, Canada